# Olympische Sommerspiele 2008/Rudern – Doppelzweier (Frauen)
Der Ruderwettbewerb im Doppelzweier der Frauen bei den Olympischen Spielen 2008 in Peking wurde vom 9. bis zum 16. August 2008 auf dem Olympischen Ruder- und Kanupark Shunyi ausgetragen. 20 Athletinnen in 10 Booten traten an.
Die Ruderregatta, die über 2000 Meter ausgetragen wurde, begann mit zwei Vorläufen. Die beiden ersten Boote qualifizierten sich direkt für das Finale, die anderen mussten in den Hoffnungslauf. Hier qualifizierten sich jeweils die ersten zwei Boote für das Finale, die übrigen kamen in das B-Finale, in dem die Plätze 7 bis 10 ermittelt wurden.
Die jeweils qualifizierten Boote sind hellgrün unterlegt.

## Titelträger
| Olympiasieger | Neuseeland Besatzung: Georgina Evers-Swindell, Caroline Evers-Swindell | Athen 2004   |
| Weltmeister   | Volksrepublik China Besatzung: Tian Liang, Li Qin                      | München 2007 |

## Vorläufe
9. August 2008

### Vorlauf 1
| Platz | Nation             | Athletinnen                                      | Zeit (min) |
| ----- | ------------------ | ------------------------------------------------ | ---------- |
| 1     | Neuseeland         | Georgina Evers-Swindell, Caroline Evers-Swindell | 7:03,92    |
| 2     | Deutschland        | Annekatrin Thiele, Christiane Huth               | 7:09,06    |
| 3     | Vereinigte Staaten | Megan Kalmoe, Ellen Tomek                        | 7:11,17    |
| 4     | Rumänien           | Ionelia Neacșu, Roxana Cogianu                   | 7:12,17    |
| 5     | Ukraine            | Kateryna Tarassenko, Jana Dementjewa             | 7:25,03    |

### Vorlauf 2
| Platz | Nation         | Athletinnen                            | Zeit (min) |
| ----- | -------------- | -------------------------------------- | ---------- |
| 1     | China          | Li Qin, Tian Liang                     | 7:03,13    |
| 2     | Tschechien     | Jitka Antošová, Gabriela Vařeková      | 7:04,23    |
| 3     | Großbritannien | Elise Laverick, Anna Bebington         | 7:08,65    |
| 4     | Australien     | Catriona Sens, Sonia Mills             | 7:13,25    |
| 5     | Italien        | Laura Schiavone, Elisabetta Sancassani | 7:30,25    |

## Hoffnungslauf
12. August 2008

### Lauf 1
| Platz | Nation         | Athletinnen                            | Zeit (min) |
| ----- | -------------- | -------------------------------------- | ---------- |
| 1     | Großbritannien | Elise Laverick, Anna Bebington         | 6:54,92    |
| 2     | Deutschland    | Annekatrin Thiele, Christiane Huth     | 6:55,96    |
| 3     | Rumänien       | Ionelia Neacșu, Roxana Cogianu         | 7:01,69    |
| 4     | Italien        | Laura Schiavone, Elisabetta Sancassani | 7:08,00    |

### Lauf 2
| Platz | Nation             | Athletinnen                          | Zeit (min) |
| ----- | ------------------ | ------------------------------------ | ---------- |
| 1     | Vereinigte Staaten | Megan Kalmoe, Ellen Tomek            | 6:58,84    |
| 2     | Tschechien         | Jitka Antošová, Gabriela Vařeková    | 7:00,75    |
| 3     | Australien         | Catriona Sens, Sonia Mills           | 7:04,30    |
| 4     | Ukraine            | Kateryna Tarassenko, Jana Dementjewa | 7:06,77    |

## Finale

### B-Finale
15. August 2008, 10:30 Uhr MESZ

Anmerkung: zur Ermittlung der Plätze 7 bis 8
| Platz | Nation     | Athletinnen                            | Zeit (min) |
| ----- | ---------- | -------------------------------------- | ---------- |
| 7     | Ukraine    | Kateryna Tarassenko, Jana Dementjewa   | 7:17,82    |
| 8     | Australien | Catriona Sens, Sonia Mills             | 7:19,73    |
| 9     | Rumänien   | Ionelia Neacșu, Roxana Cogianu         | 7:20,99    |
| 10    | Italien    | Laura Schiavone, Elisabetta Sancassani | 7:29,22    |

### A-Finale
16. August 2008, 9:50 Uhr MESZ

Anmerkung: zur Ermittlung der Plätze 1 bis 6
| Platz | Nation             | Athletinnen                                      | Zeit (min) |
| ----- | ------------------ | ------------------------------------------------ | ---------- |
| 1     | Neuseeland         | Georgina Evers-Swindell, Caroline Evers-Swindell | 7:07,32    |
| 2     | Deutschland        | Annekatrin Thiele, Christiane Huth               | 7:07,33    |
| 3     | Großbritannien     | Elise Laverick, Anna Bebington                   | 7:07,55    |
| 4     | China              | Li Qin, Tian Liang                               | 7:15,85    |
| 5     | Vereinigte Staaten | Megan Kalmoe, Ellen Tomek                        | 7:17,53    |
| 6     | Tschechien         | Miroslava Knapková, Gabriela Vařeková            | 7:25,09    |